# Catherine Trianon
Catherine Trianon, född Boule, kallad La Trianon, cirka 1625, död 6 maj 1681 i Vincennes, var en fransk spåkvinna och giftblandare samt en av de åtalade i den berömda Giftmordsaffären. Hon var inblandad i den konspiration mot Ludvig XIV som förbereddes 1679.

## Biografi
Catherine Trianon var personlig vän och förtrogen till La Voisin, och även  var en av hennes främsta medarbetare. Hon var en framgångsrik spåkvinna och inofficiellt framställare av gifter. Hon bedrev sin affärsverksamhet tillsammans med sin sambo La Dodée, med vilken hon hade ett homosexuellt förhållande. 

### Verksamhet
Trianon beskrivs som bildad och ansågs ha mer lärdom "i sin fingertopp" än vad de flesta kunde bemästra under en livstid. I hennes bostad hittades senare 25 manuskript över ockulta ämnen. I sitt mottagningsrum hade hon ett mänskligt skelett, som hon sade uppbyggligt påminde henne om döden. Hon ska vid ett tillfälle ha bett la Voisin att be bödeln om fingertoppar från avrättade brottslingar, och när hon blev nekad hade hon tagit sådana själv från liken efter avrättade på avrättningsplatsen. Hon upprättade ofta horoskop på beställning åt Voisins kunder. 
När Ludvig XIV år 1679 inledde ett förhållande med Marie-Angelique Fontanges, gav hans dåvarande mätress madame de Montespan La Voisin i uppgift att förgifta både kungen och Fontanges. La Voisin var ovillig att tillmötesgå denna önskan, men blev till slut övertalad. Det var i samråd med Trianon och i hennes bostad som La Voisin, tillsammans med giftblandarna Bertrand och Romani, gjorde upp planerna om att mörda kungen. Trianon försökte övertala Voisin att avstå, och konstruerade ett horoskop som varnade henne för planen för att övertala henne, men Voisin vägrade att ändra sig. Gruppen beslutade då att förgifta en petition som skulle lämnas fram till honom personligen. Enligt Marguerite Monvoisin hade Trianon till uppgift att utföra mordförsöket om Voisin skulle misslyckas, genom att kasta sig för kungens fötter och placera giftiga substanser i hans kläder då hon klamrade sig fast vid honom. 

### Giftmordsaffären
Den 5 mars 1679 infann sig La Voisin vid hovet i Saint-Germain för att lämna fram petitionen, men hon var tvungen att vända tillbaka eftersom petitionerna den dagen var så många att kungen inte själv tog hand om dem. Hon återvände hem, där hon strax därefter utsattes för en moralpredikan från en grupp munkar. Hon bad då sin dotter Marguerite Monvoisin att förstöra petitionen, vilket denna också gjorde. Nästa dag, 12 mars, stämde hon möte hos Catherine Trianon efter mässan för att förbereda nästa mordförsök på kungen. 
La Voisin arresterades 12 mars 1679. Enligt Marguerite Monvoisin verkade Trianon inte förvånad utan sade att hon hade förutsett att Voisins farliga affärer i Saint Germain skulle leda till detta. Trianon och La Dodee greps i maj 1679 och fördes till fängelset i Vincennes. En stor mängd gifter, torkade paddor och en torkad människohand fanns bland hennes tillhörigheter.   

### Efterspel
Efter La Voisins avrättning i februari 1680 avslöjade Marguerite Monvoisin Montespans planerade mordförsök på kungen. Sedan konspirationen mot kungen hade bekräftats av Adam Lesage, Francoise Filastre och Etienne Guibourg, började resten av fångarna avge vittnesmål. Catherine Trianon, som var personligen inblandad i konspirationen mot kungen, förnekade dock Monvoisins uppgifter. Strax därefter begick hon självmord i fängelset.